# Цуругаока Хатимангу
Цуругаока Хатимангу (яп.鶴岡八幡宮) - самый главный синтоистский храм в городе Камакура в префектуре Канагава, Япония. Храм является географическим и культурным центром города Камакура, который вырос по большей части вокруг этого храма и улицы, ведущей к нему. Храм является местом проведения самых главных фестивалей и праздников Камакуры. На территории храма расположено два музея.
Храм Цуругаока Хатимангу — одна из главных достопримечательностей Камакуры. Окруженный деревьями сакуры и зарослями азалий, он весьма живописен. Храм построен в 1063 году предком Ёритомо — Ёриёси в честь бога Хатимана, который считался покровителем рода Минамото. Ёритомо в 1180 году поменял расположение древнего храма, поместив его на более видное место — вершину холма Цуругаока (Журавлиный холм). Современные постройки датируются 1828 годом.
Широкая дорога, ведущая от морского берега вверх к храму, была сооружена по приказу сёгуна, когда он узнал, что его жена ждёт ребёнка. И сегодня эта улица сохраняет название Вакамия Одзи — улица Молодого Принца. На этой аллее сооружено трое огромных ворот тории, и вдоль неё высажены деревья сакуры.
Рядом с храмом расположены два пруда — Гэндзи и Хэйкэ. В пруду Гэндзи растут белые лотосы, в Хэйкэ — красные. Здесь же возведён т. н. Барабанный мост — горбатый мостик через лотосовый пруд. Существует поверье, что, если вы сможете взобраться и пройти по скользкому мосту без посторонней помощи, вас ожидает долгая жизнь. Рядом с храмом аллею пересекает 150-метровый проход. Здесь воины Ёритомо упражнялись в ябусамэ — стрельбе из лука с лошади. В апреле и сентябре можно стать очевидцем праздников, во время которых воины, одетые в наряды периода Камакура, стреляют из лука, сидя верхом на скачущей лошади.

## Галерея фотографий

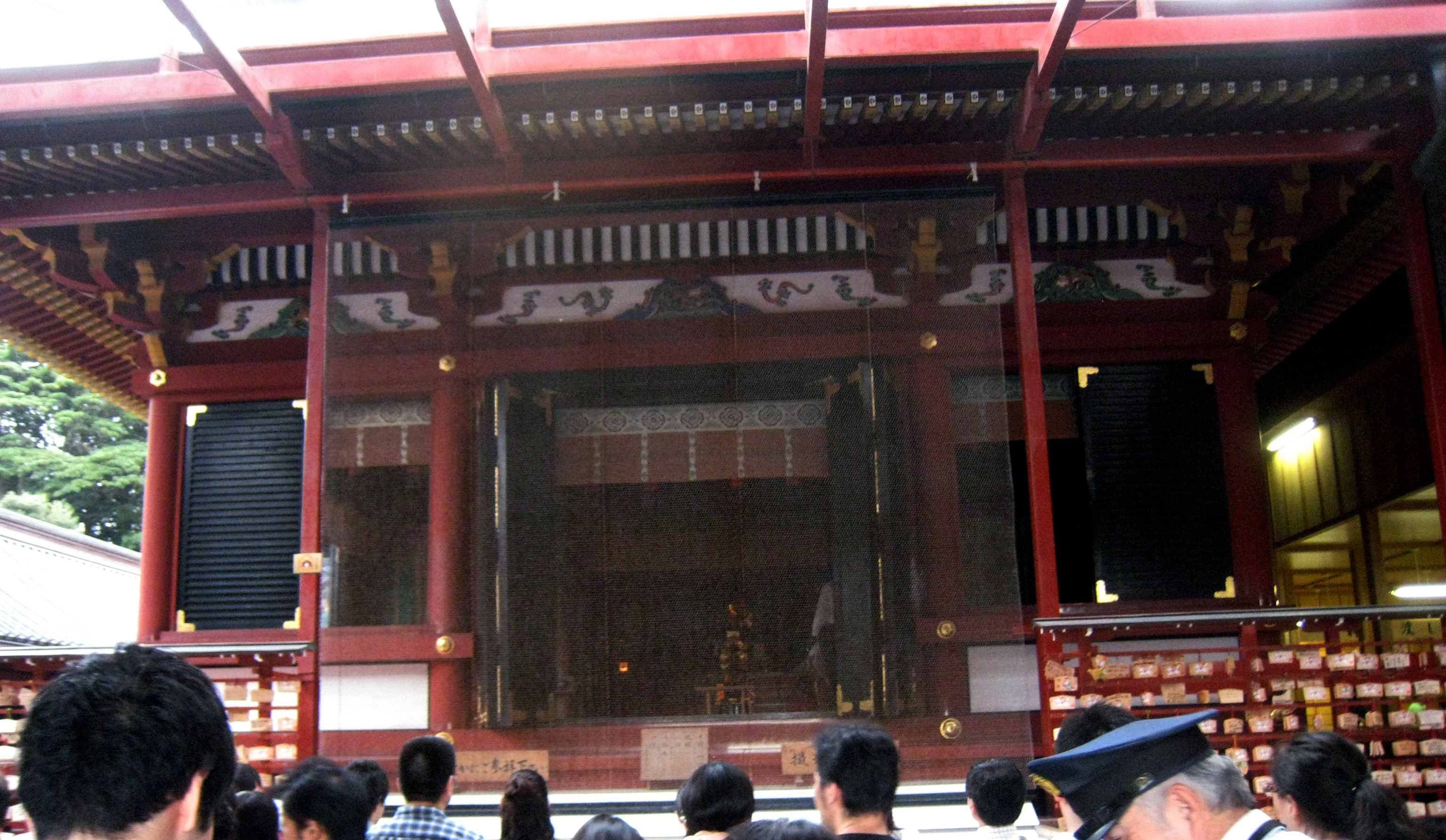
Синтоистский храм с буддийской архитектурой
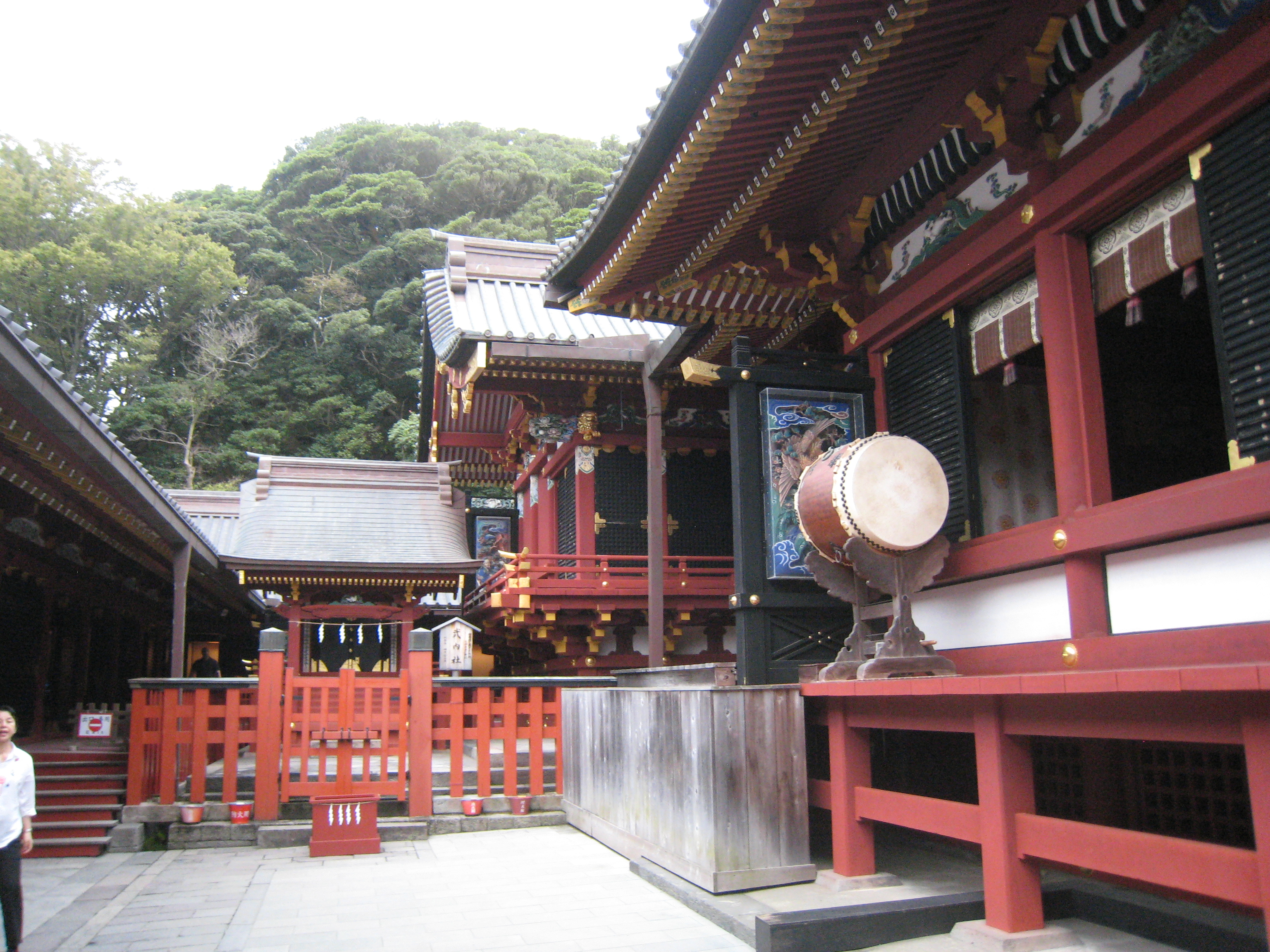
Внутренняя площадка храма
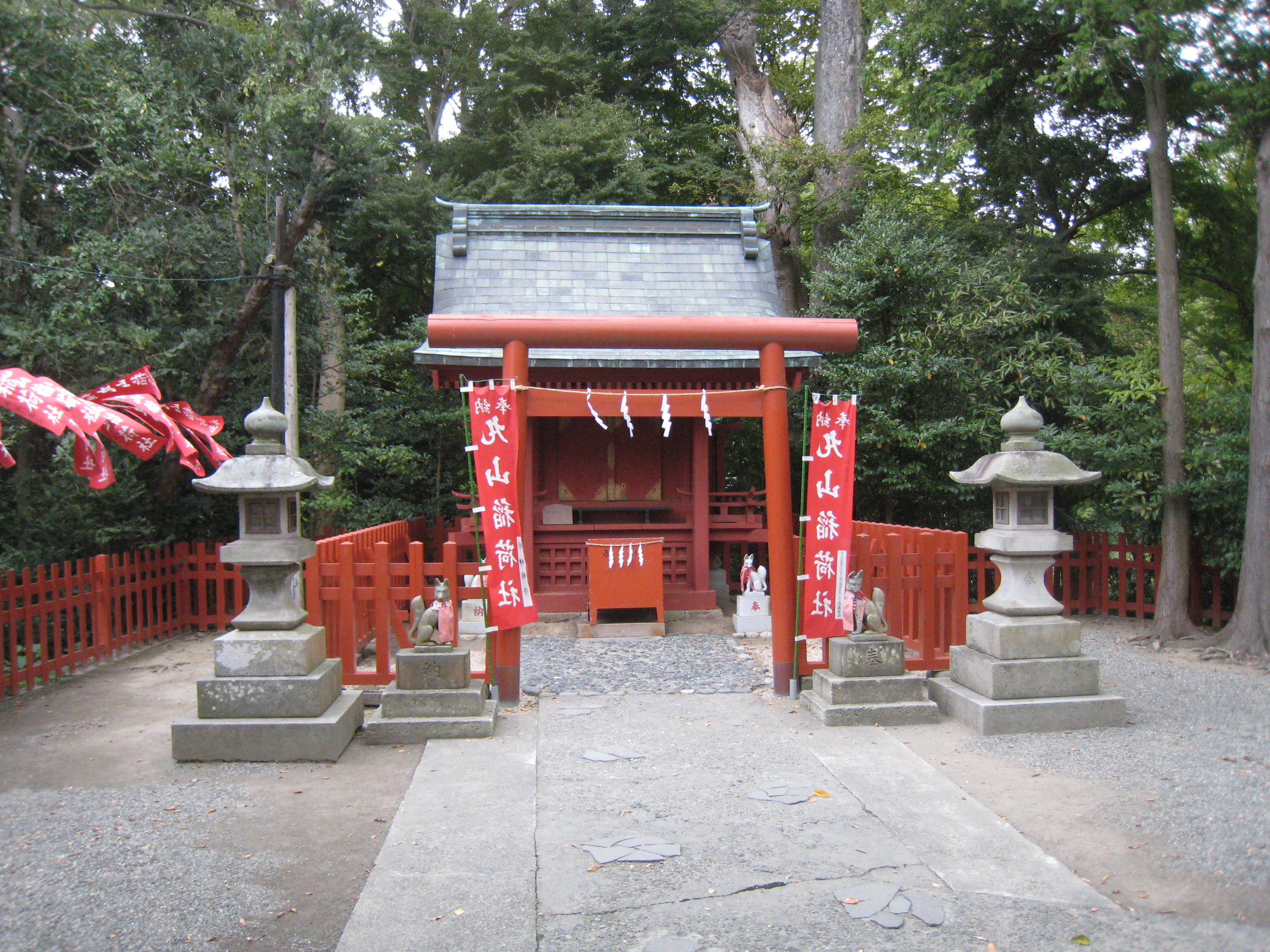
Храм Инари
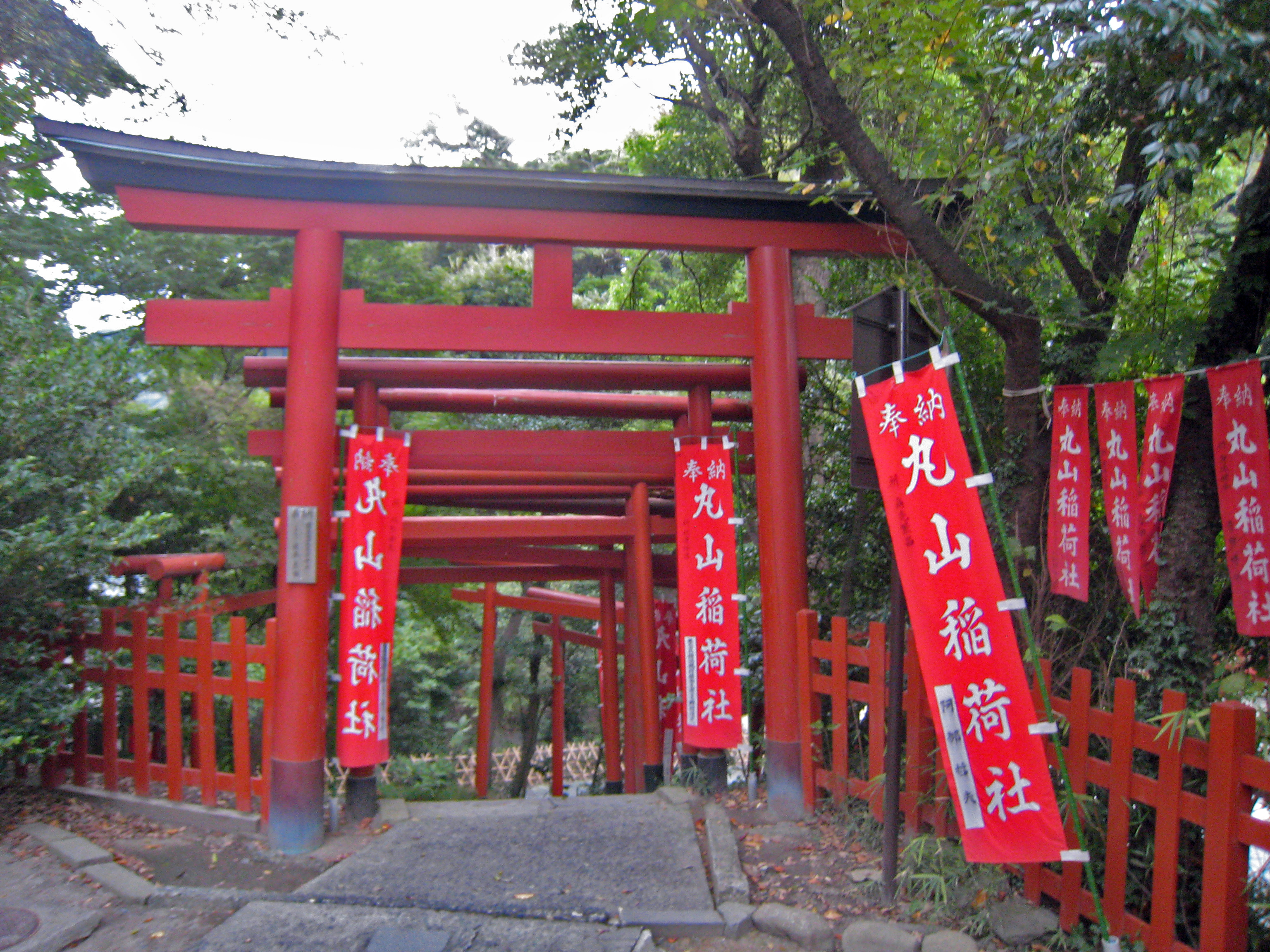
Красные тории по дороге к храму Инари
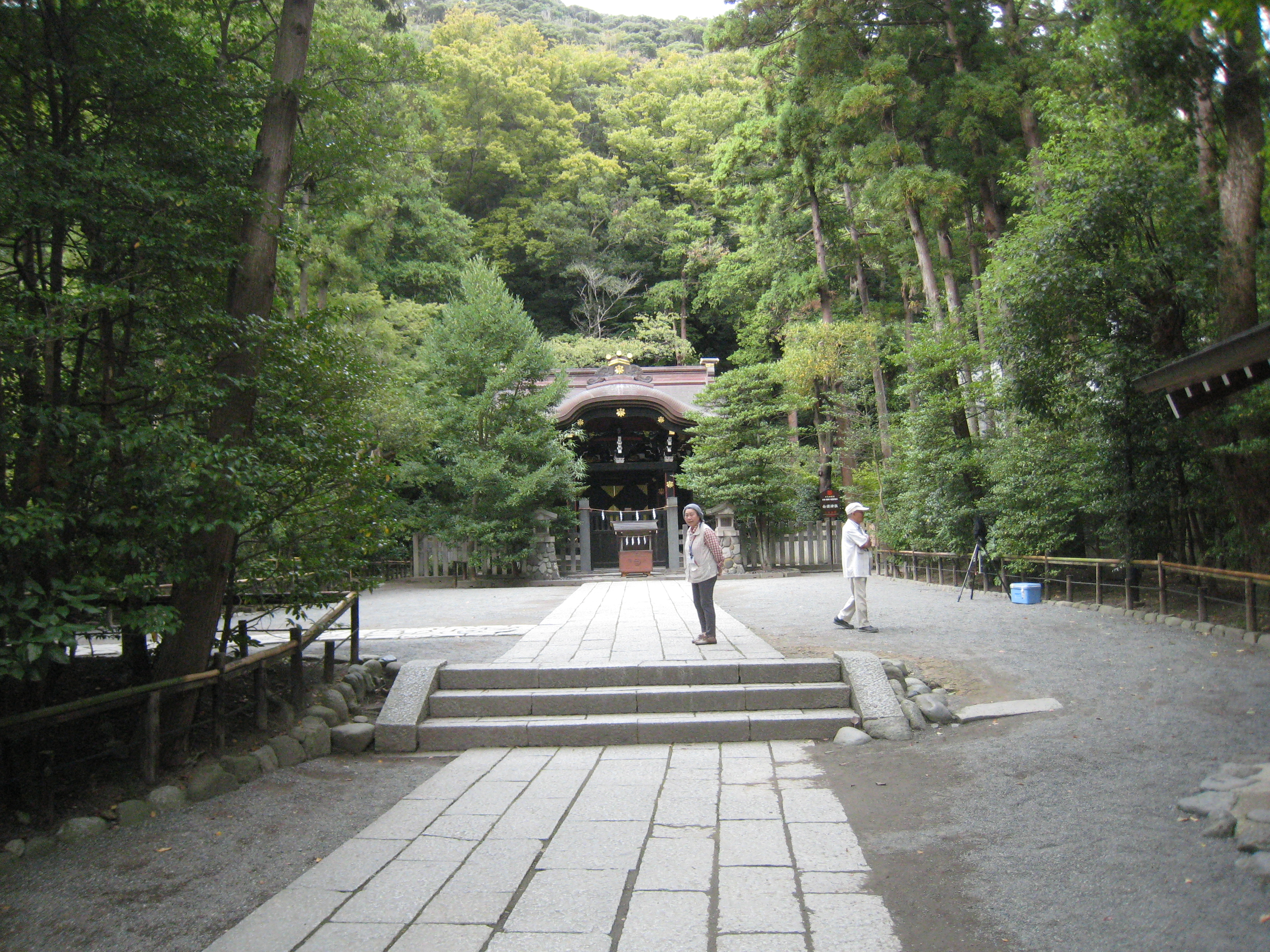
Храм Сирахата
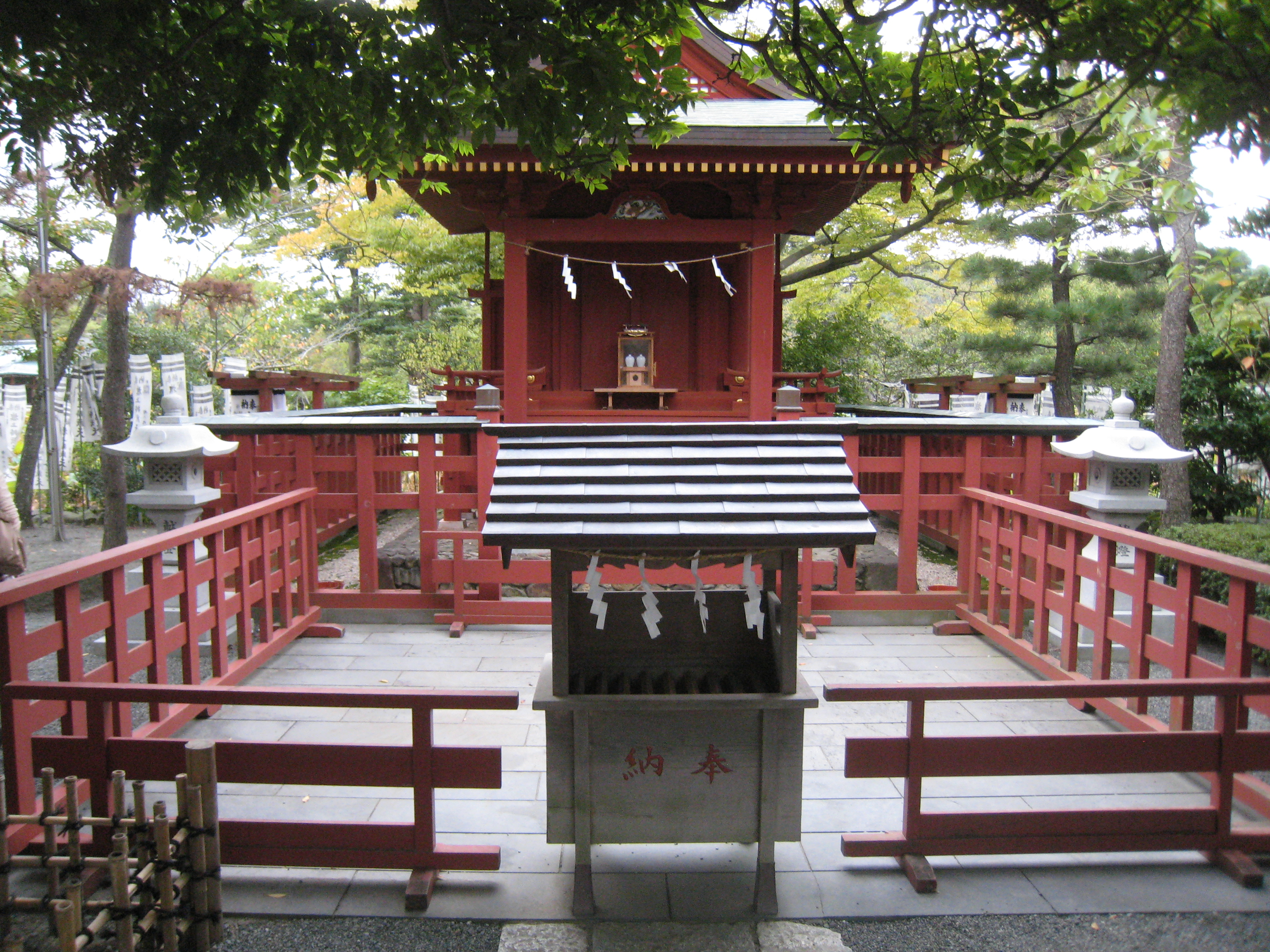
Храм Хатааге Бензайтен
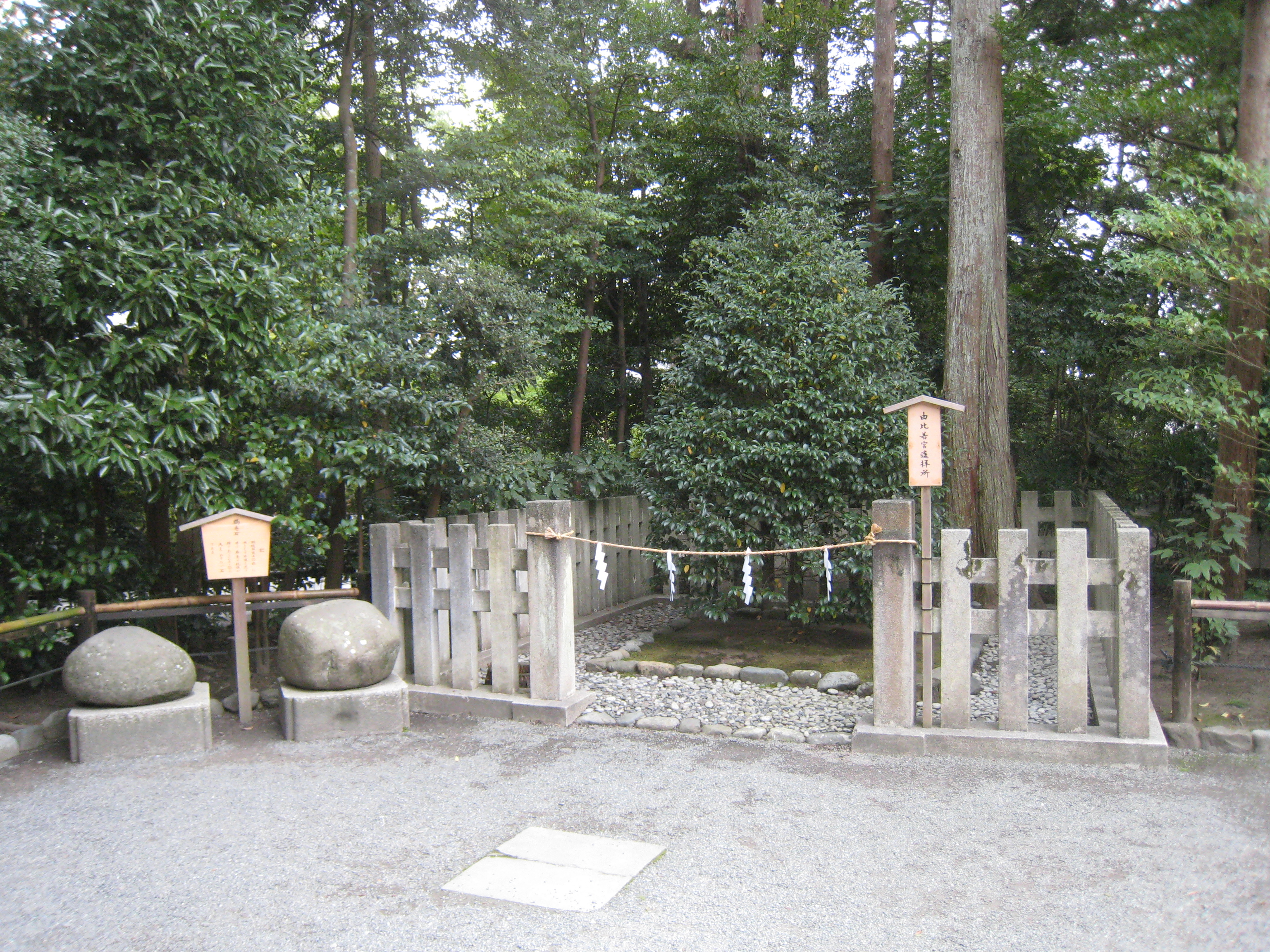
Два камня
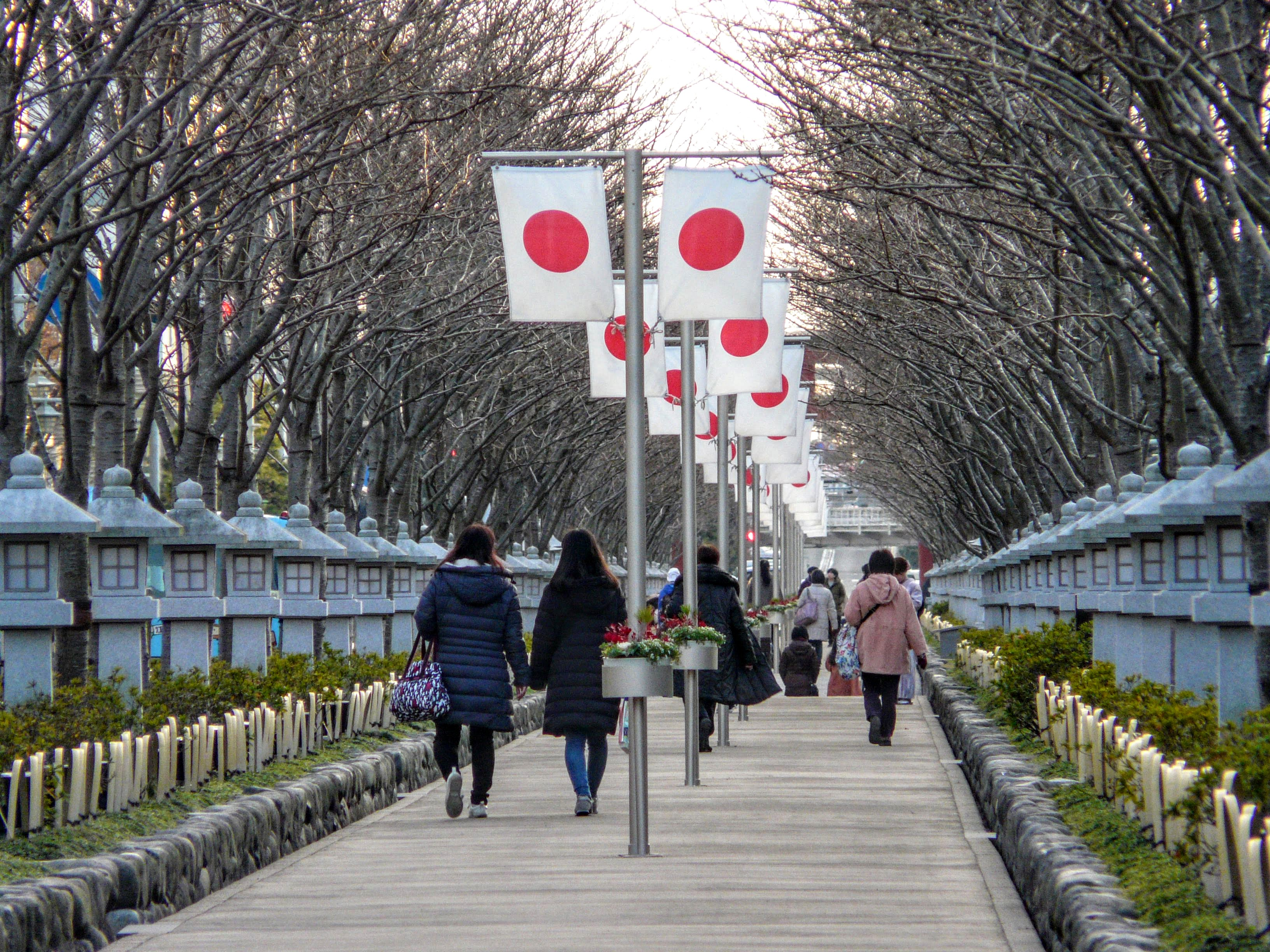
Дорога Данказура, ведущая к храму
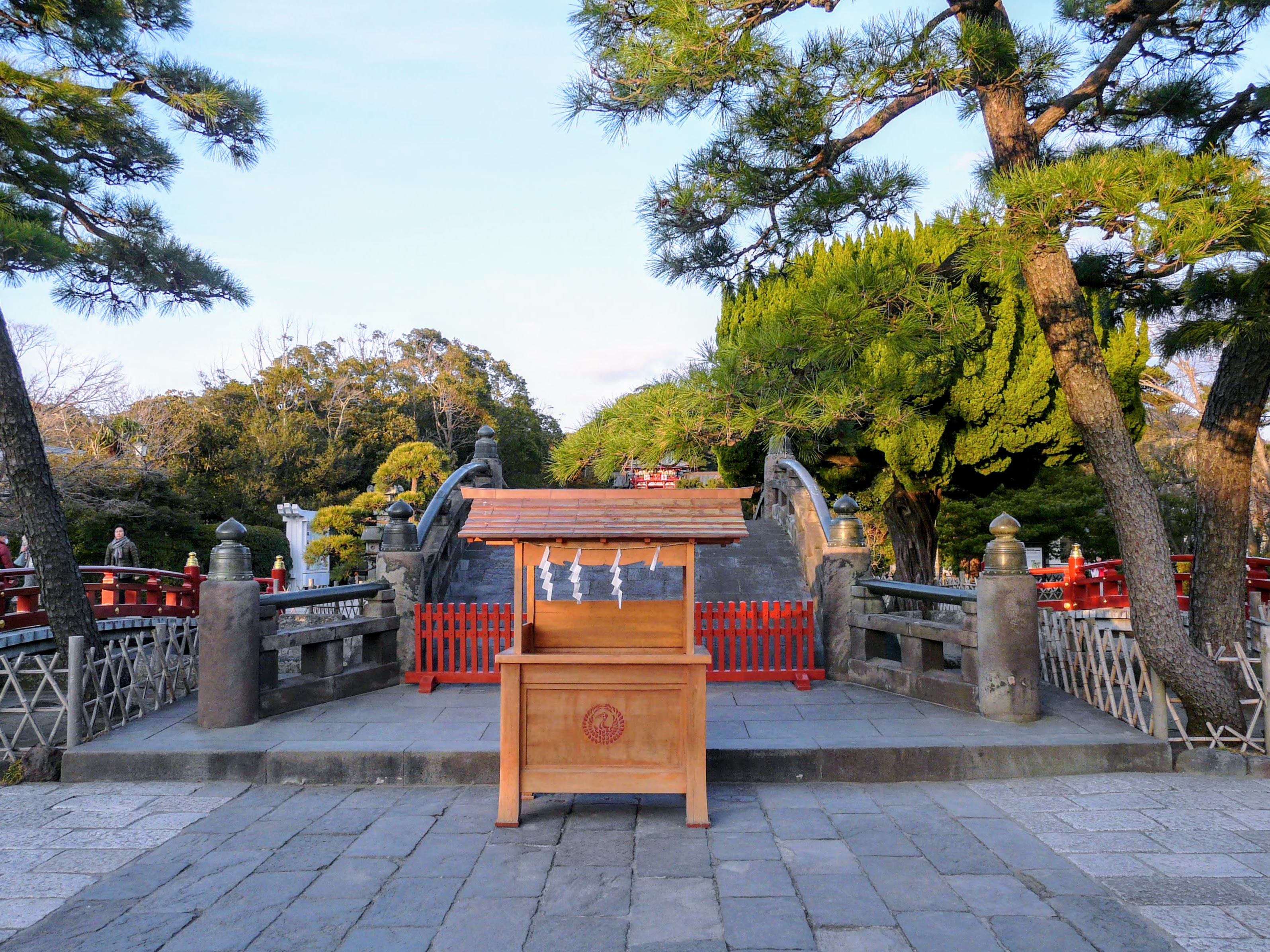
Барабанный мост
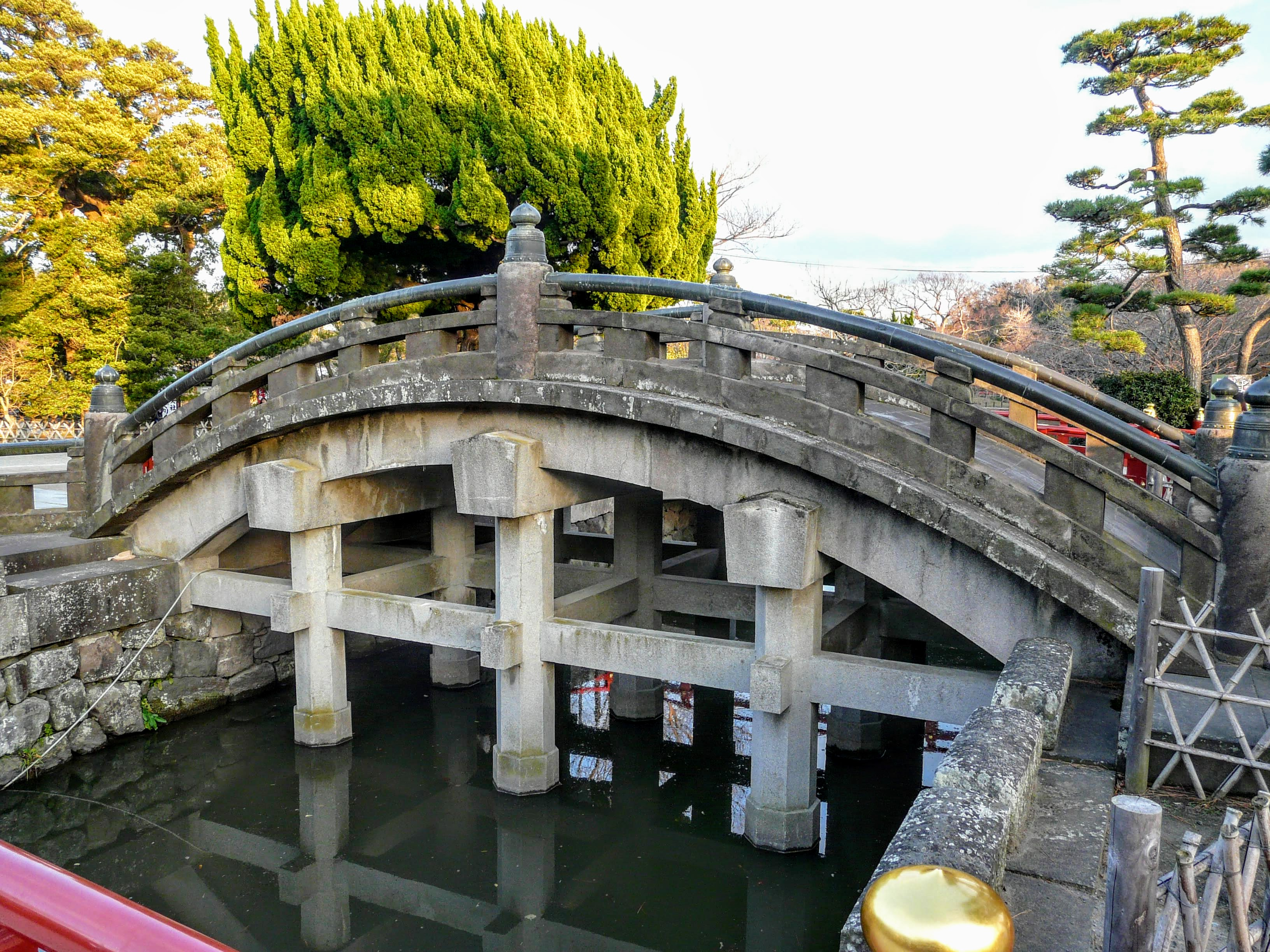
Барабанный мост